# Boulevard du Général-Leclerc (Reims)
Pour les articles homonymes, voir Boulevard du Général-Leclerc.
Le boulevard du Général-Leclerc est une voie de la commune de Reims, située au sein du département de la Marne, en région Grand Est.

## Situation et accès
C'est une rue à sens unique qui relie la place Drouet-d'Erlon au boulevard Paul-Doumer.

## Origine du nom
Il porte le nom du général français de la Seconde Guerre mondiale, fait maréchal de France Philippe de Hauteclocque, dit Leclerc (1902-1947).

## Historique
Ce boulevard fut tracé en 1841 sur l'emplacement du cours Lepelletier et longe le manège et le Cirque de Reims ainsi que le Parc de la Patte d'oie. Devenue « boulevard des Promenades », puis « boulevard de la République » il porte son nom actuel depuis 1949.